# Penang (eiland)
Penang is een eiland in de deelstaat Penang in Maleisië.
Pulau Pinang is in het Maleisisch de naam van zowel het eiland als van de (grotere) deelstaat.
De hoofdstad is George Town

## Bestuurlijke indeling
Het eiland vormt (met nabijgelegen kleinere eilanden) één gemeente.
Het bestaat uit twee districten:
- Timur Laut, noordoost, met George Town
- Barat Daya, zuidwest.

## Geboren
- Ken Yeang (1948), architect